# Флаг Днепровского района
Флаг Днепровского района — современный флаг Днепровского района Днепропетровской области утверждён 20 мая 2004 года шестнадцатой сессией Днепропетровского районного совета двадцать четвёртого созыва.
Флаг района представляет собой прямоугольное полотнище с соотношением ширины к длине 2:3, которое состоит из вертикальных полос: зелёной, синей и зелёной (ширина которых соотносится как 1:3:1), на синей полосе жёлтый конь, скачущий, обернувшийся, над ним — жёлтый цветок подсолнечника.
Золотой цветок подсолнечника символизирует развитое сельское хозяйство и трудную земледельческую работу жителей района. Деления полотнища и синий цвет отображают Днепр, который делит территорию района почти пополам. Зелёный цвет символизирует сельские поля и живописную природу края.
Прообразом герба и флага района послужила печать Кодацкой паланки Войска Запорожского с изображением бегущего обернувшегося коня, а над ним сабли, стрелы и короны.